# Organismos na cultura

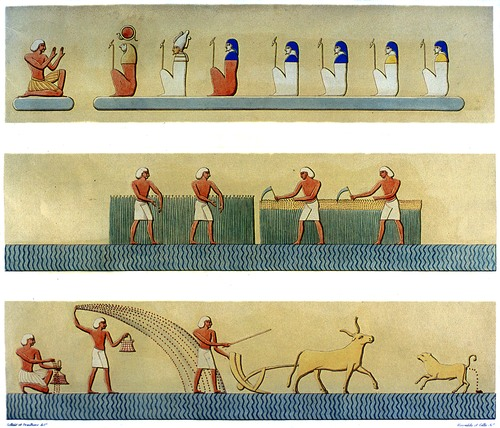
A agricultura, apresentada aqui pela colheita de cereais e pela aragem, usando gado domesticado, tem sido crucial para a civilização humana desde a época do antigo Egito. O Livro dos Mortos, feitiço 110: Campos de Iaru. Cena da tumba de Ramessés III (1186–1155 a.C.)

Os seres vivos, incluindo animais, plantas, fungos e micróbios desempenham inúmeros papéis na cultura.
As plantas fornecem a maior parte dos alimentos para as pessoas e seus animais domésticos: grande parte da cultura humana e da civilização surgiu através da agricultura. Enquanto um grande número de plantas foram usadas para a alimentação, uma pequena quantidade de culturas básicas, incluindo o trigo, o arroz e o milho, fornecem a maior parte dos alimentos no mundo de hoje. Por sua vez, os animais fornecem grande parte da carne consumida pela população humana, seja cultivada ou caçada, e até a chegada do transporte mecanizado, os mamíferos terrestres proporcionaram grande parte da energia utilizada para o trabalho e o transporte. Uma variedade de seres vivos serve como modelos na pesquisa biológica, como na genética e no teste de drogas. Até o século XIX, as plantas produziram a maioria das drogas medicinais de uso comum, como descrito no século I por Dioscórides. As plantas são a fonte de muitas drogas psicoativas, algumas como a coca conhecida por ter sido usada por milhares de anos. A levedura, um fungo, foi usado para fermentar cereais, como o trigo e a cevada, para fazer pão e cerveja; outros fungos como os do gênero Psilocybe e os cogumelos da espécie Amanita muscaria foram coletados como drogas psicoativas.
Muitas espécies de animais são mantidas como animais de estimação, sendo os mais populares os mamíferos, especialmente cães e gatos. As plantas são cultivadas para o lazer em jardins e estufas, produzindo flores, sombra e folhagem decorativa; alguns, como cactos, capazes de tolerar condições secas, são cultivados como plantas de interior.
Animais como cavalos e veados estão entre as primeiras representações de arte, sendo encontrados nas pinturas rupestres do Paleolítico Superior, como em Lascaux.
Os seres vivos desempenham ainda uma grande variedade de papéis simbólicos na literatura, no cinema, na mitologia e na religião.

## Usos práticos

### Para alimentos e materiais

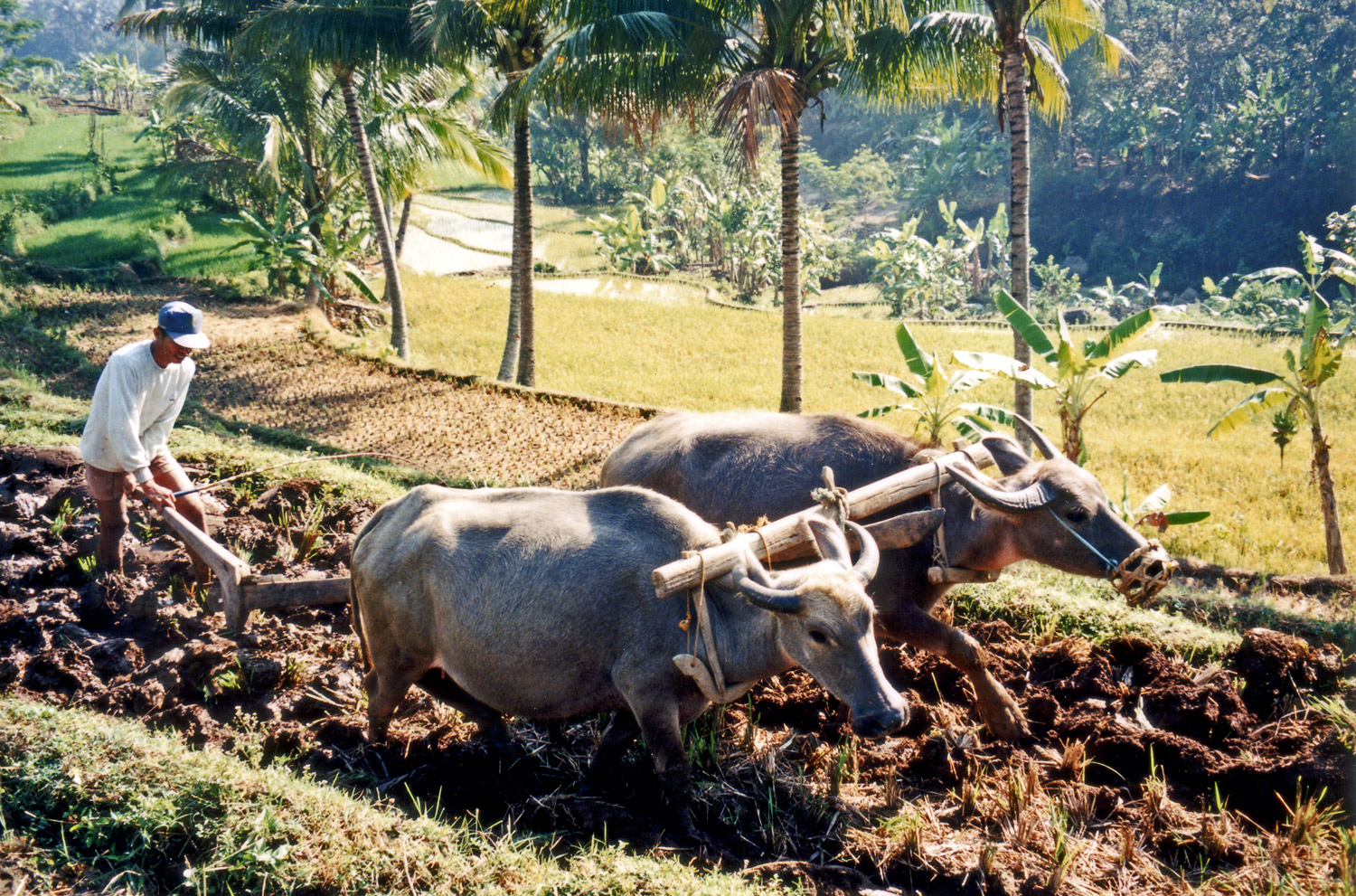
Aragem de campos de arroz com búfalo, na Indonésia.

A população humana explora e depende de um grande número de espécies de animais e plantas para a alimentação, principalmente através da agricultura, mas também pela exploração de populações selvagens, principalmente de peixes marinhos. Os animais de gado são criados para carne em todo o mundo; eles incluem (2011) cerca de 1,4 bilhão de bois, 1,2 bilhão de ovelhas e 1 bilhão de porcos domésticos.
A agricultura inclui agronomia para culturas arvenses, horticultura para vegetais e frutas, e silvicultura para madeira. Cerca de 7.000 espécies de plantas foram usadas para alimentação, embora a maioria dos alimentos de hoje seja derivada de apenas 30 espécies. Os principais produtos básicos incluem cereais como arroz e trigo, raízes de amido e tubérculos, como mandioca, a batata, e leguminosas, como ervilhas e feijão. Os óleos vegetais, como o azeite, fornecem lipídios, enquanto frutas e vegetais contribuem com vitaminas e minerais para a dieta.
As plantas cultivadas como culturas industriais são a fonte de uma ampla gama de produtos utilizados na fabricação, às vezes tão intensamente, que põem risco ao meio ambiente. Os produtos não-alimentares incluem óleos essenciais, corantes naturais, pigmentos, ceras, resinas, taninos, alcaloides, âmbar e cortiça. Os produtos derivados das plantas incluem sabões, xampus, perfumes, cosméticos, tintas, vernizes, terebintina, borracha, látex, lubrificantes, linóleo, plásticos, tinturas e gengivas. Os combustíveis renováveis das plantas incluem lenha, turfa e outros biocombustíveis. Os combustíveis fósseis, o petróleo, o petróleo e o gás natural são derivados dos restos de organismos aquáticos, incluindo o fitoplâncton em tempo geológico. Os recursos estruturais e as fibras das plantas são utilizados para construir habitações e para fabricar roupas. A madeira é usada não só para edifícios, barcos e móveis, mas também para itens menores, como instrumentos musicais e equipamentos esportivos. A madeira é polida para fazer papel e papelão. O tecido é geralmente feito de algodão, linho, rami, ou fibras sintéticas, como o raiom e o acetato derivado da celulose vegetal. A linha usada para costurar o pano também vem em grande parte do algodão. As plantas são uma fonte primária de produtos químicos básicos, tanto para seus efeitos medicinais e fisiológicos quanto para a síntese industrial de uma vasta gama de produtos químicos orgânicos.
Os têxteis são feitos de fibras animais, incluindo a lã e a seda,  e fibras vegetais, incluindo o algodão e o linho. Os corantes também são feitos tanto de animais, incluindo o carmim dos corpos de insetos, e de plantas, incluindo o índigo, a garança e os líquenes.

### Para trabalho e transporte
Os animais domésticos que trabalham, incluindo cavalos, iaques, camelos e elefantes, foram utilizados para o trabalho e o transporte desde as origens da agricultura, diminuindo seu número com a chegada do transporte mecanizado e da maquinaria agrícola. Em 2004, eles ainda forneceram cerca de 80% do poder para as fazendas, principalmente pequenas, no terceiro mundo, e cerca de 20% do transporte mundial, principalmente principalmente nas áreas rurais. Em regiões montanhosas inadequadas para veículos com rodas, as bestas de carga continuam a transportar mercadorias.

### Na ciência

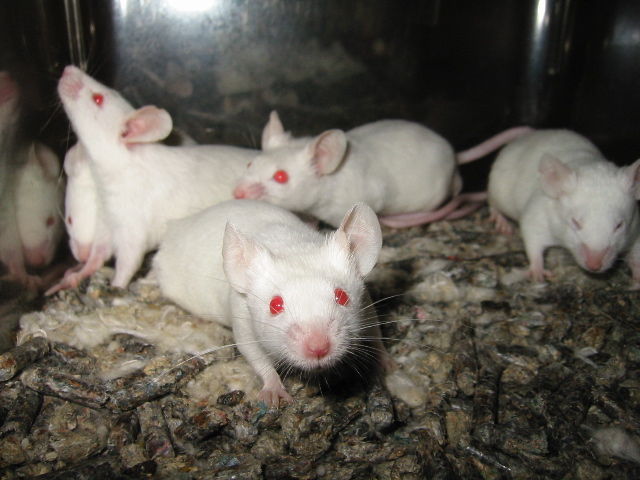
Os ratos de laboratório são amplamente utilizados na pesquisa médica.

A biologia estuda toda a gama de seres vivos.
Animais como a mosca-da-fruta (Drosophila melanogaster), o peixe-zebra, o frango e o rato, desempenham um papel importante na ciência como modelos experimentais, tanto na pesquisa biológica fundamental, como na genética e no desenvolvimento de novos medicamentos, que devem ser testados exaustivamente para demonstrar sua segurança. Milhões de mamíferos, especialmente ratos e camundongos, são usados em experiências a cada ano. Os ratos knockout são usados para ajudar a descobrir as funções dos genes.
A pesquisa biológica básica tem sido frequentemente realizada com plantas. Na genética, a criação de plantas de ervilha permitiu que Gregor Mendel obtivesse as leis básicas que regem a herança e o exame de cromossomos no milho permitiu que Barbara McClintock demonstrasse sua conexão com características hereditárias. A planta Arabidopsis thaliana é utilizada em laboratórios como organismo-modelo para entender como os genes controlam o crescimento e o desenvolvimento das estruturas das plantas.

### Para medicamentos e drogas

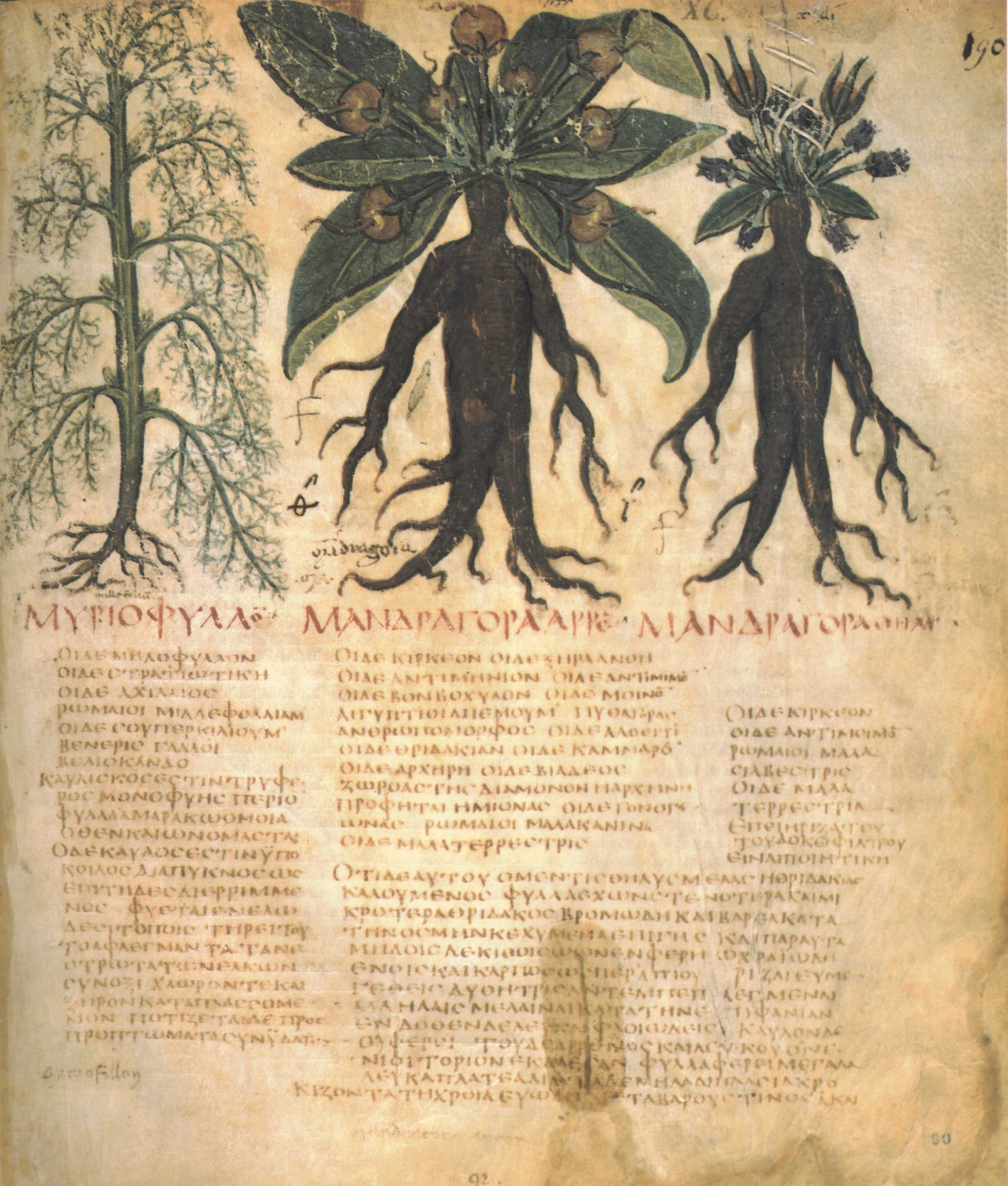
Mandrágora em De Materia Medica, de Dioscórides, uma das centenas de plantas medicinais utilizadas desde a antiguidade clássica.

As vacinas foram desenvolvidas usando animais desde sua descoberta por Edward Jenner no século XVII. Ele observou que a inoculação com Cowpox (causador da varíola bovina) proporcionava proteção contra o tipo de varíola mais perigosa. No século XIX, Louis Pasteur desenvolveu uma vacina atenuada (enfraquecida) para a raiva. No século XX, as vacinas para as doenças virais caxumba e poliomielite foram desenvolvidas utilizando células animais cultivadas in vitro.
Uma variedade crescente de medicamentos é baseada em toxinas e outras moléculas de origem animal. A droga que combate o câncer trabectedina foi isolada do tunicado Ecteinascidia turbinata. Uma das dezenas de toxinas feitas pelo caracol-de-cone Conus geographus é usado como prialt no alívio da dor.
Desde os tempos clássicos e possivelmente muito mais cedo, centenas de espécies de plantas forneceram medicamentos para tratar uma ampla gama de condições. A De Materia Medica, de Dioscórides , escrita em 70 d.C., listou cerca de 600 plantas medicinais e cerca de 1000 medicamentos, incluindo substâncias conhecidas como efetivas, tais como acônito, aloés, coloquíntida, cólquicum, meimendro, ópio e do gênero Scilla. O livro permaneceu uma referência padrão por quase dois mil anos, e foi a base da farmacopeia na Europa até o final do século XIX.
Também desde os tempos mais antigos, as pessoas exploraram algumas das muitas substâncias psicoativas fabricadas por plantas principalmente em rituais religiosos. Entre os mais amplamente utilizados ao longo da história, o álcool é produzido pela fermentação de cereais com levedura, tabaco, café, chá, chocolate, canabis, coca (folhas usadas por cerca de 8.000 anos no Peru, e nos últimos tempos também purificadas para cocaína), mescalina (de um cacto) e psilocibina (de um fungo).

### Para o lazer

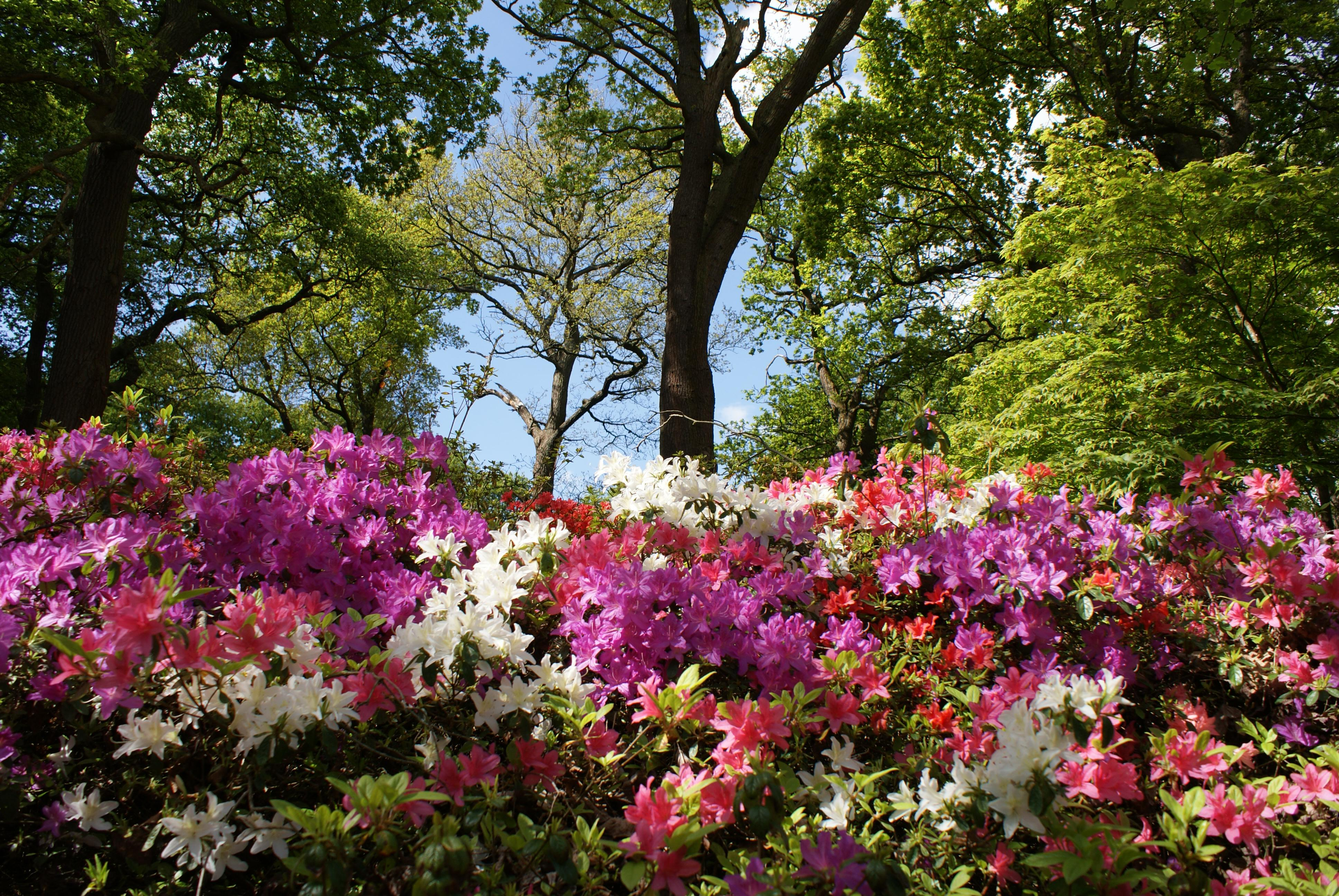
A exibição floral colorida em Isabella Plantation, Richmond Park (Londres) atrai muitos visitantes.
Ambos os animais e as plantas são usados para proporcionar lazer, através de uma série de atividades, incluindo a manutenção de animais de estimação, caça, pesca e jardinagem.

Uma grande variedade de animais são tidos como animais de estimação, de invertebrados como a tarântula e o polvo, insetos, incluindo o louva-a-deus, répteis como cobras e camaleões e pássaros, incluindo canários, periquitos e papagaios. Os mamíferos são os animais de estimação mais populares no mundo ocidental, com as espécies mais mantidas sendo cães, gatos e coelhos. Por exemplo, na América em 2012 havia cerca de 78 milhões de cães, 86 milhões de gatos e 3,5 milhões de coelhos.
Muitos animais são caçados por esporte. Os animais aquáticos mais frequentemente caçados para o esporte são peixes, incluindo muitas espécies de grandes predadores marinhos, como tubarões e atum e, para peixes de água doce, como trutas e carpas. Pássaros como perdizes, faisões e patos, e mamíferos como cervos e javalis, estão entre os animais de caça terrestre mais frequentemente caçados.
Milhares de espécies de plantas são cultivadas para fins estéticos, bem como para fornecer sombra, modificar temperaturas, reduzir o vento, diminuir o ruído, proporcionar privacidade e prevenir a erosão do solo. As plantas são a base de uma indústria de turismo de vários bilhões de dólares por ano, que inclui viagens a jardins históricos, parques nacionais, florestas tropicais, florestas com folhas de outono coloridas e festivais como os festivais de flores de cerejeira do Japão e da América. Enquanto alguns jardins são plantados com culturas alimentares, muitos são plantados para fins estéticos, ornamentais ou de conservação. Arboretos e jardins botânicos são coleções públicas de plantas. Em jardins de exterior privados, são usadas gramíneas, árvores de sombra, árvores ornamentais, arbustos, videiras, plantas perenes herbáceas e plantas de canteiro. Jardins podem cultivar as plantas em estado naturalista, ou podem esculpir seu crescimento, com topírias ou espalharias. A jardinagem é a atividade de lazer mais popular nos Estados Unidos. Trabalhar com plantas ou terapia por meio da horticultura é benéfico para a reabilitação de pessoas com deficiência. As plantas também podem ser cultivadas ou mantidas no interior como plantas de interior, ou em edifícios especializados, como estufas projetadas para o cuidado e cultivo de plantas vivas. A dioneia, a dormideira e a rosa-de-jericó são exemplos de plantas vendidas como novidades. Existem também formas de arte especializadas no arranjo de plantas cortadas ou vivas, como bonsai, ikebana e o arranjo de flores cortadas ou secas. As plantas ornamentais às vezes mudaram o curso da história, como na tulipomania.

## Usos simbólicos

### Na arte
Tanto os animais quanto as plantas são importantes na arte, seja como representação de fundo ou como principal.
Os animais, muitas vezes mamíferos, mas incluindo também peixes e insetos, entre outros grupos, foram representados na arte nos primórdios, tanto na história inicial como no antigo Egito e na pré-história, vistos nas pinturas rupestres em Lascaux e outros lugares. As principais representações artísticas de animais incluem Rhinocéros (1515), de Albrecht Dürer, e o retrato de cavalo Whistlejacket (c. 1762), de George Stubbs.
As plantas aparecem na arte, seja para ilustrar sua aparência botânica, ou para os propósitos do artista, que podem incluir decoração ou simbolismo religioso. Por exemplo, a Virgem Maria foi comparada pelo Venerável Beda a um lírio, as pétalas brancas que denotaram a pureza do corpo, enquanto as anteras amarelas significavam a luz radiante da alma; Por conseguinte, os retratos europeus da Anunciação da Virgem podem representar um vaso de lírios brancos em seu quarto para indicar seus atributos. As plantas também são frequentemente usadas em representações de plano de fundo ou principal em retratos de natureza-morta.

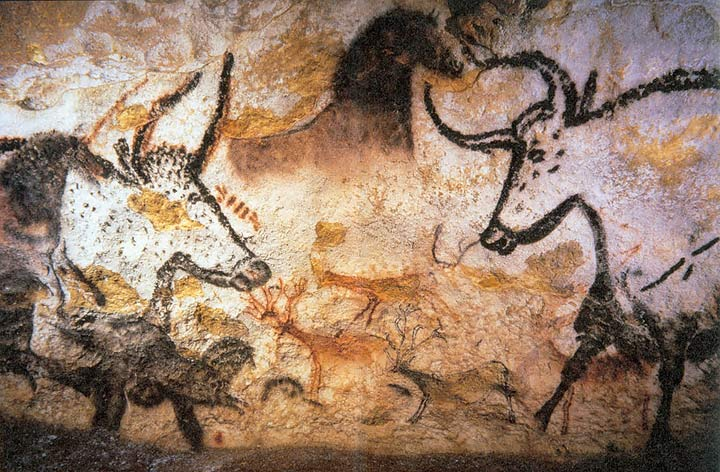
Pintura rupestre do paleolítico superior, de auroques, cavalos e veados, Lascaux, c. 17.300 anos atrás.
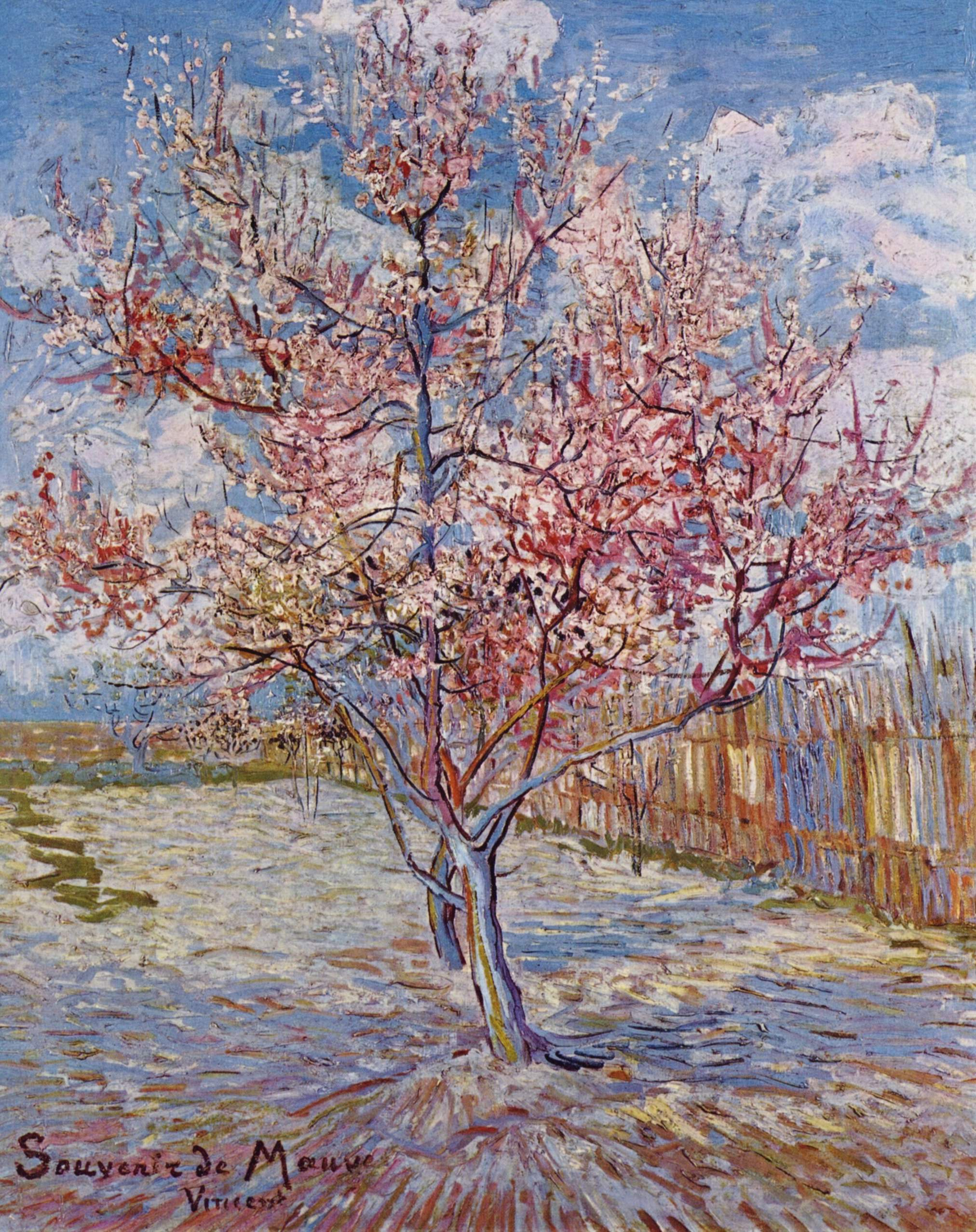
Uma das pinturas de Pomares de Flores de Vincent van Gogh: Souvenir de Mauve, 1888.

### Na literatura e no cinema

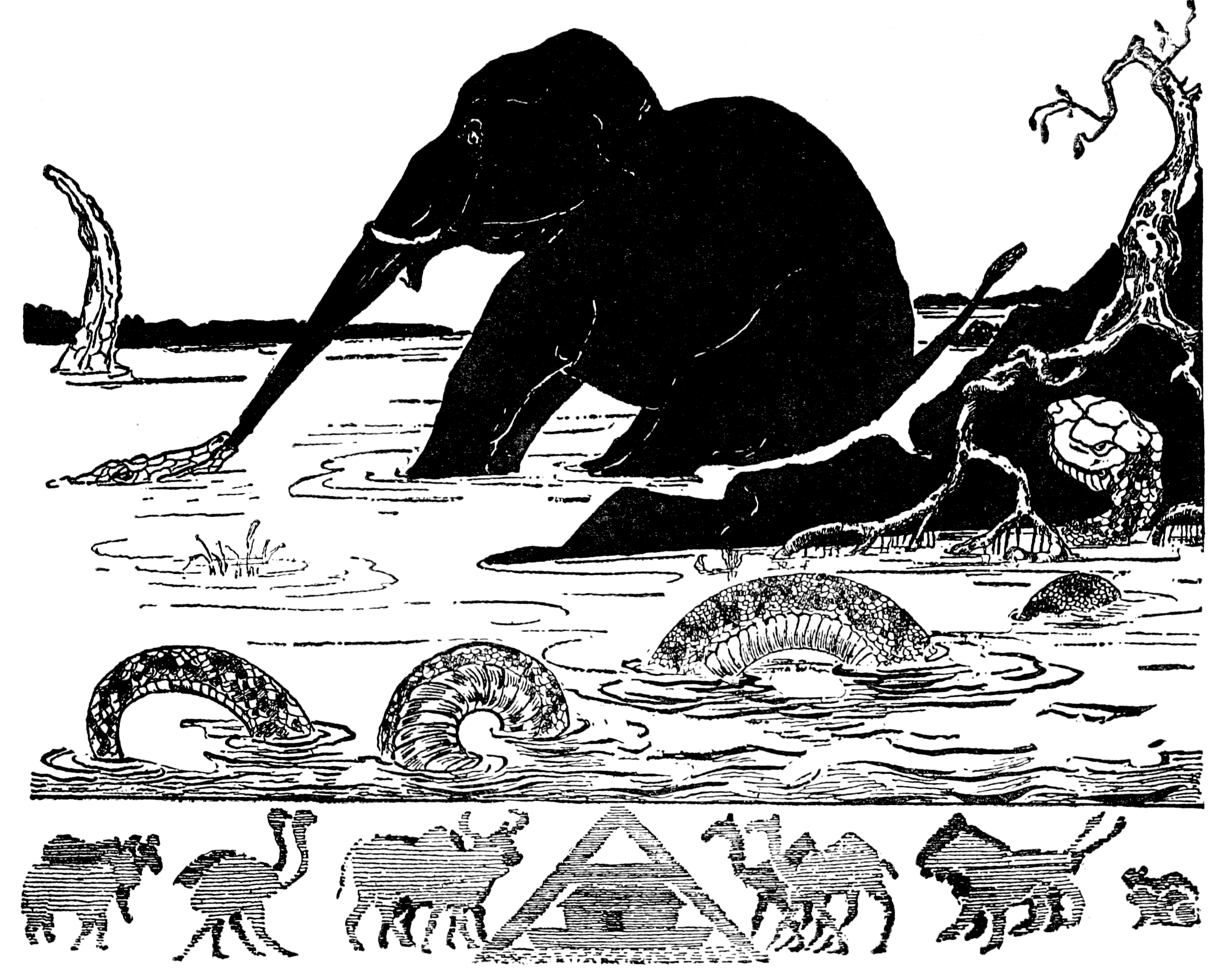
"Como o elefante pegou seu baú" em Just So Stories, de Rudyard Kipling, 1902. Abaixo da imagem principal, um desfile de animais, dois a dois para a arca de Noé.

Tanto os animais como as plantas aparecem na literatura e no cinema.
Animais tão variados como abelhas, besouros, camundongos, raposas, crocodilos e elefantes desempenham uma grande variedade de papéis na literatura e no cinema. Um gênero de filmes baseou-se em insetos de grande porte, incluindo o pioneiro de 1954 Them!, apresentando formigas gigantes mutantes por radiação e com The Deadly Mantis, em 1957. As aves ocasionalmente apareceram no cinema, como em The Birds (1963), de Alfred Hitchcock, frouxamente baseada na história do mesmo nome de Daphne du Maurier, que conta o conto de ataques repentinos às pessoas por bandos violentos de pássaros. Os admirados Kes (1969), de Ken Loach, com base no romance de Bart Hines A Kestrel for a Knave em 1968, contam uma história de um rapaz que atingiu a maior idade ao treinar um cernícalo.
Plantas também, reais e inventadas, desempenham muitos papéis na literatura e no cinema. Os papéis das plantas podem ser malignos, como acontece com os triquídeos, plantas carnívoras com uma picada venenosa semelhante ao chicote, bem como a mobilidade fornecida por três apêndices semelhantes aos pés, da novela de ficção científica de John Wyndham, de 1951, The Day of the Triffids, e adaptações posteriores para cinema e rádio. O mundo fictício de J.R.R. Tolkien, a Terra-média apresenta muitos tipos de plantas nomeadas, incluindo a erva de cura atehelas, o elanor amarelo de flores estreladas, que cresce em lugares especiais como Cerin Amroth, em Lothlórien, e o enorme árvore mallorn dos elfos. Tolkien nomeia várias árvores individuais de importância na narrativa, incluindo a Árvore do Partido no Condado com suas associações de felicidade, e o malvado Velho Salgueiro-homem, na Floresta Velha. As árvores apresentam em muitos dos livros de Ursula K. Le Guin, incluindo o mundo florestal de Athshe e o Bosque Imanente, em Roke na série Earthsea, de tal forma que em sua introdução à coleção The Wind's Twelve Quarters, ela admite "uma certa obsessão pelas árvores" e se descreve como "a escritora de ficção científica mais arborícola". O filme de James Cameron, Avatar (2009), apresenta uma árvore gigante chamada Hometree, o lugar de encontro sagrado da tribo humanoide Na'vi; a árvore, a tribo e o planeta interconectados são ameaçados pela mineração: a tribo e o herói do filme lutam para salvá-los. As árvores são temas comuns na []poesia]], incluindo o poema lírico de Joyce Kilmer, de 1913, chamado Árvores. As flores, da mesma forma, são temas de muitos poemas de poetas como William Blake, Robert Frost e Rabindranath Tagore.

### Na mitologia e religião

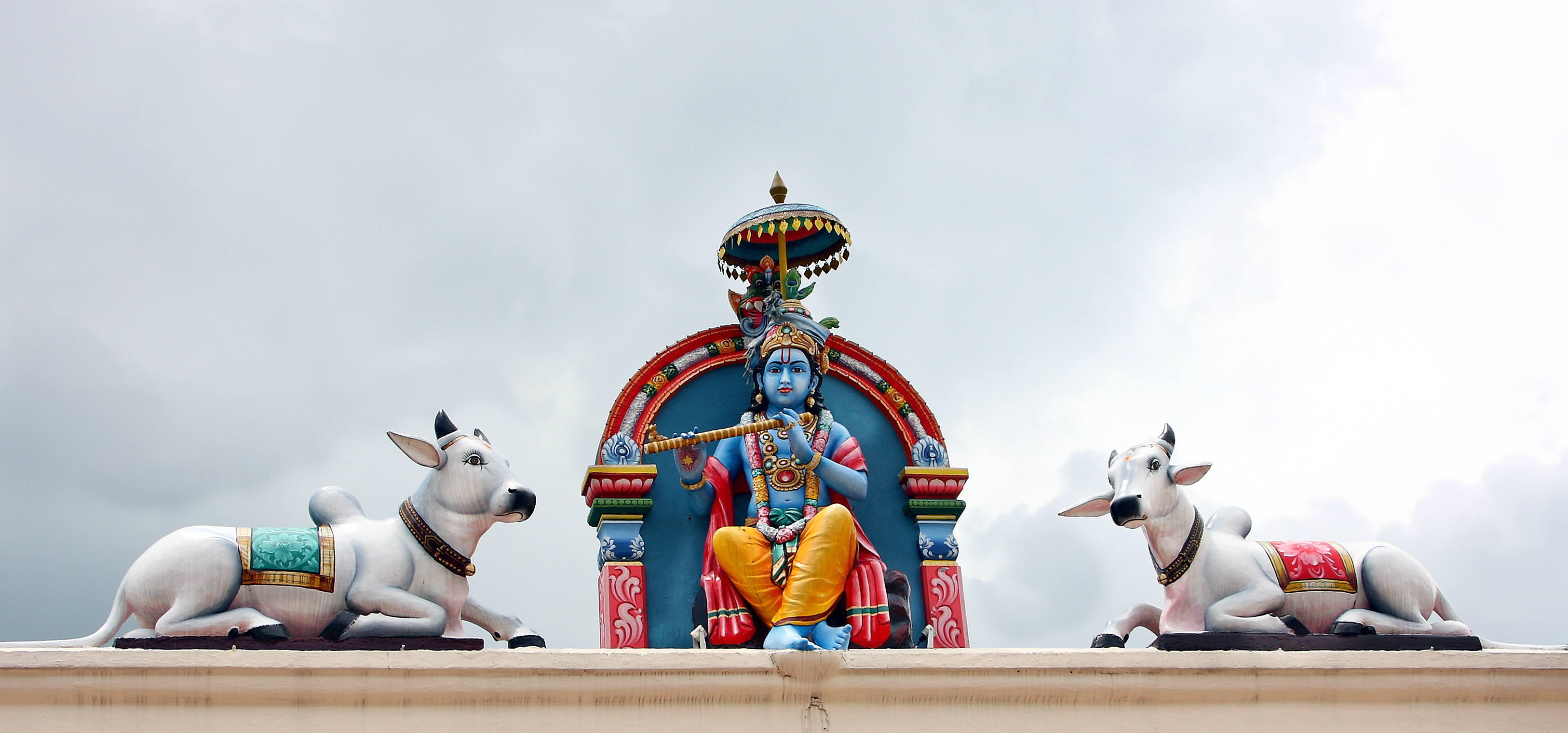
Os animais são importantes em religiões como o hinduísmo. Aqui, o gado escuta a música de Krishna.

Os animais, incluindo muitos insetos e mamíferos apresentam-se na mitologia e na religião. Entre os insetos, tanto no Japão quanto na Europa, desde a Grécia e a Roma antigas, uma borboleta era vista como a personificação da alma de uma pessoa, enquanto viviam e depois da morte deles. O besouro do escaravelho era sagrado no antigo Egito, enquanto o louva-a-deus era considerado um deus na tradição cói e San do sul da África por sua postura de oração.
Entre os mamíferos, o gado, os cervos, cavalos, leões e lobos (também lobisomens), são tidos na adoração. Dos doze signos do Zodíaco ocidental, seis — Áries (carneiro), Touro, Câncer (caranguejo), Leão, Escorpião e Peixes — são animais, enquanto outros dois, Sagitário (cavalo/homem) e Capricórnio (peixe/cabra) são híbridos; o nome "zodíaco" significa de fato um "círculo de animais". Todos os doze signos do Zodíaco chinês são animais.
As plantas, incluindo as árvores, são importantes na mitologia e na religião, onde simbolizam temas como fertilidade, crescimento, imortalidade e renascimento, e podem ser, em algumas culturas, entes mágicos. Da mesma forma, na mitologia letã, Austras Koks é uma árvore que cresce a partir do início da jornada diária do Sol através do céu. Uma árvore cósmica diferente é a Yggdrasil, na mitologia nórdica. Já na Idade Média acreditava-se que a Árvore-do-barnacla se abriam para revelar o barnacla, uma história que talvez tenha começado a partir de uma observação de perceves surgindo em madeira flutuante. A mitologia grega menciona muitas plantas e flores, onde, por exemplo, a árvore de lótus traz uma fruta que causa sonolência agradável, enquanto moly é uma erva mágica mencionada por Homero na Odisseia com uma raiz preta e flores brancas. As plantas mágicas são encontradas, também, na mitologia sérvia, onde o raskovnik deve ser capaz de abrir qualquer bloqueio. No simbolismo budista, tanto o lótus quanto a árvore Bodhi são significativos. O lótus é um dos Ashtamangala (oito sinais auspiciosos) compartilhado entre o budismo, o jainismo e o hinduísmo, representando a pureza primordial do corpo, da fala e da mente, flutuando sobre as águas enlameadas do apego e do desejo. A árvore de Bodhi é a figueira sagrada, segundo a qual Buda teria alcançado a iluminação; O nome também é dado a outras árvores de Bodhi que se pensava terem sido propagadas a partir da árvore original.